# Ос (град)
Вижте пояснителната страница за други значения на Ос.
Ос (на норвежки: Ås) е град и община в южна Норвегия, фюлке Акешхус. Намира се на около 25 km южно от столицата Осло. Получава статут на община на 1 януари 1838 г. Има жп гара и университет. Основен отрасли на икономиката са селското стопанство и производството на млечни продукти. Населението на града и общината е 15 324 според данни от преброяването към 1 януари 2008 г.

## Личности
Родени
- Ерик Лу (1920 – 2013), норвежки журналист